# محمدآباد (خنداب)
محمدآباد، روستایی از توابع بخش مرکزی شهرستان خنداب شهرستان خنداب در استان مرکزی ایران است.

## جمعیت
این روستا در دهستان خنداب قرار دارد و براساس سرشماری مرکز آمار ایران در سال ۱۳۸۵، جمعیت آن ۱۰۱ نفر (۲۳خانوار) بوده‌است.